# Palazzo vecchio (Caserta)
Il Palazzo vecchio è il palazzo di Caserta che per secoli fu residenza prima dei conti e dei principi di Caserta e poi dei reali di casa Borbone. Il nome attuale fu coniato per distinguerlo dal palazzo "nuovo", termine con cui si identificava la attuale reggia vanvitelliana.
Il palazzo sorse a fianco alla torre che oggi ingloba sul lato destro della facciata principale, torre da cui prese il nome il casale / quartiere di Caserta più popoloso tra quelli collocati in pianura.

## Storia
La prima notizia dell'esistenza di una torre nel territorio pianeggiante di Caserta risale alla bolla di Senne del 1113. Infatti, in essa fu citata la chiesa di San Sebastiano "de turre", una tra le chiese certamente identificate ai piedi e non sulle pendici o sulla sommità dei monti casertani. La citazione del 1113 ha indotto a supporre che la torre fu costruita probabilmente in età longobarda, quando Caserta fu fondata (sul sito dell'attuale Casertavecchia).
La prima vera citazione dell'edificio fu nel 1323 nel testamento del conte di Caserta, Diego della Ratta. La grande casa è descritta avere torri, sale, cellario, stalla, forno, cucina. Probabilmente, il palazzo già dai primi del 1400 divenne la residenza principale dei conti di Caserta, alternativa al castello di Casertavecchia che fu progressivamente abbandonato.
Il palazzo vecchio fu ristrutturato ed ampliato certamente dal 1569 dal conte di Caserta Giulio Antonio Acquaviva nell'anno (e forse in occasione) del suo matrimonio. Dal 1570 iniziarono anche le ristrutturazioni dei giardini. Lavori edili e decorativi durarono fino al 1592. Il figlio, principe Andrea Matteo Acquaviva, commissionò i lavori che iniziarono nel 1595 e diedero al palazzo la struttura a tre piani prospettante piazza della Baronia (oggi piazza Vanvitelli).
Su progetto di Giovanni Antonio Dosio e Stefano Grimaldi fu realizzato anche l'acquedotto (poi detto delle 100 once) per condurre l'acqua al palazzo e ai suoi giardini
Nel 1634, per il matrimonio della principessa di Caserta Anna Acquaviva (ultima erede della famiglia) con Francesco Caetani di Sermoneta, con l'intero feudo e i beni feudali il palazzo passò in proprietà di questa famiglia che lo abitò sporadicamente. Da quando Carlo di Borbone acquistò il feudo di Caserta il 29 agosto 1750, fu la residenza della famiglia reale sino al compimento della reggia. Sono noti disegni di rilievo (del 1774) preliminari dei lavori che trasformarono la residenza rinascimentale nell'attuale palazzo. Ospitò Jakob Philipp Hackert e Johann Wolfgang von Goethe.
Il palazzo fu successivamente padiglione militare (1841), sede della Regia agenzia dei Tabacchi, del Consiglio di Leva, dell'Ordine dei Sanitari, ospitò una Sala della Musica, la Scuola artistica del Legno, le scuole popolari maschili e femminili e il Panificio Militare (1878).
Si trova in piazza Vanvitelli (già piazza della Baronia) e oggi ospita la Prefettura e la Questura di Caserta.

## Struttura
Della struttura medievale resta il volume della torre, originario nucleo del palazzo. Si eleva come un corpo parallelepipedo, a base quadrangolare, su quattro livelli, con le facciate non orientate verso i punti cardinali e quindi oblique rispetto al tracciato della centuriazione sopravvissuto per oltre due millenni nel territorio intorno Caserta e visibile ancora oggi. Ha una base fortemente scarpata, che è la parte realizzata più di recente (essendo assente in immagini di fine secolo 1800).
Nulla si può ipotizzare sulla struttura e la forma della casa grande medievale descritta nell'inventario redatto alla morte del conte Diego della Ratta nel 1323 oltre all'elenco degli ambienti.
Del palazzo rinascimentale voluto dagli Acquaviva e per loro volontà decorato resta la struttura a tre piani. Il piano superiore fu rialzato e portato a dimensioni pari a quello nobile sottostante probabilmente in età borbonica. Il piano terraneo è inglobato in una struttura scarpata eretta con l'intento di migliorare la statica dell'edificio (assente in cartoline di fine secolo 1800). La facciata e gli interni hanno completamente perso le probabili decorazioni originarie.
Almeno dal 1810 (ma quasi forse già dalla fine del secolo 1700) nel palazzo vi fu una cappella di regio patronato.

## Arredi e opere d'arte
Le sale di rappresentanza del prefetto sono ubicate al primo piano e affacciano verso la piazza. Vi si accede salendo un'ampia scala voltata. Sono arredate con dipinti e mobili provenienti dalle collezioni della reggia di Caserta.

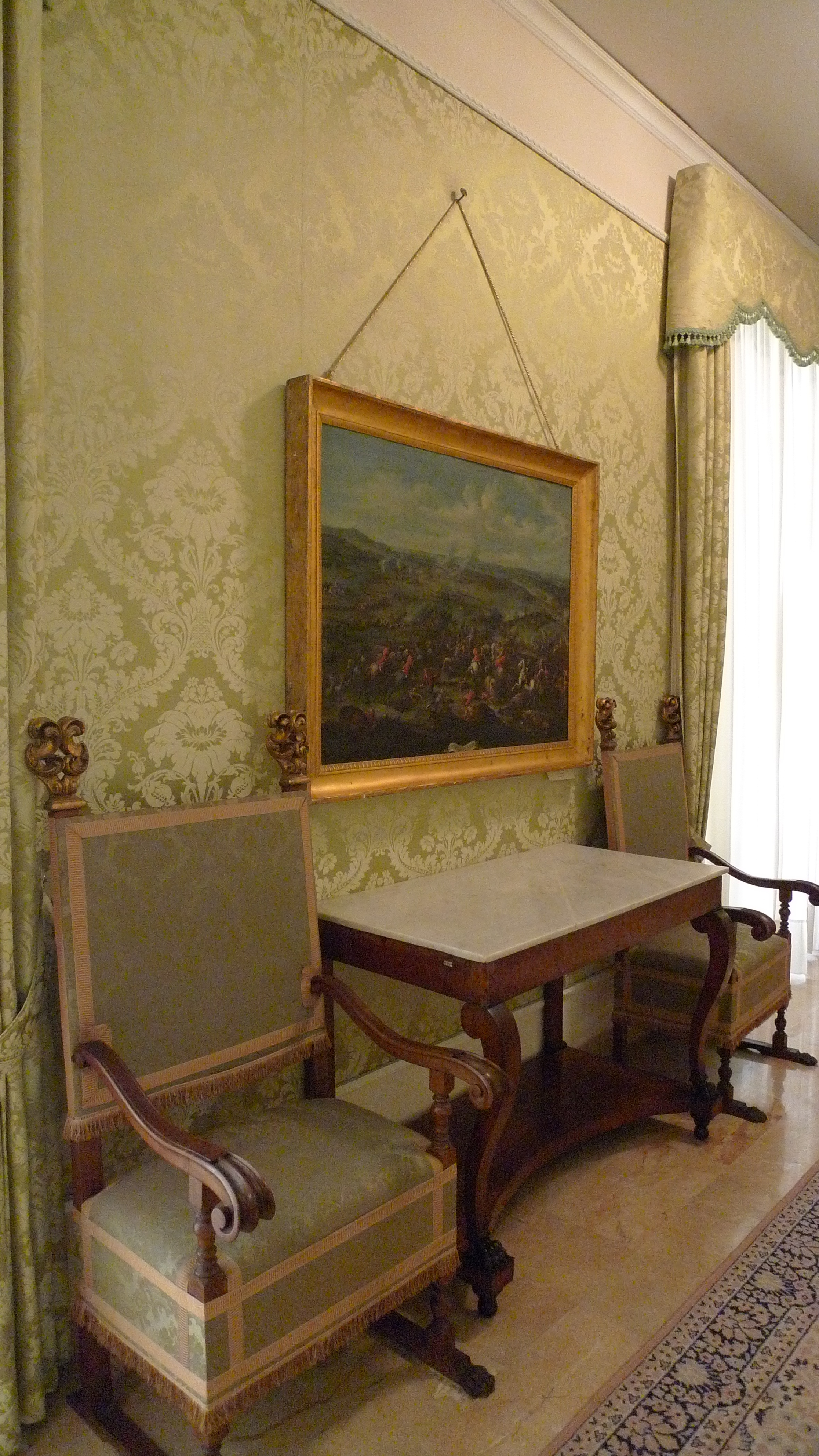
Una delle sale di rappresentanza del palazzo Vecchio, arredata con mobili e dipinti sette-ottocenteschi provenienti dalle collezioni della Reggia di Caserta